# Sphyraena borealis
Sphyraena borealis és un peix teleosti de la família dels esfirènids i de l'ordre dels perciformes.
Pot arribar als 46 cm de llargària total.
Menja peixos.
Es troba a les costes de l'Atlàntic occidental (des del Canadà i Massachusetts fins al sud de Florida i el Golf de Mèxic).